# Amtsgericht Königstein (Sächsische Schweiz)
Das Amtsgericht Königstein war ein Gericht der ordentlichen Gerichtsbarkeit und ein Amtsgericht in Sachsen mit Sitz in Königstein (Sächsische Schweiz).

## Geschichte
In Königstein bestand bis 1879 das Gerichtsamt Königstein als Eingangsgericht. Im Rahmen der Reichsjustizgesetze wurden 1879 im Königreich Sachsen die Gerichtsämter aufgehoben und Amtsgerichte, darunter das Amtsgericht Königstein, geschaffen. Der Gerichtssprengel umfasste Königstein mit Elbe, Halbestadt, Ebenheit, Obere Kirchleite und Pladerberg, Brausenstein, Cunnersdorf bei Königstein, Gohrisch, Hermsdorf bei Königstein, Hütten mit Papierfabrik und Königsbrunn, Kleinhennersdorf, Festung Königstein mit neuer Schänke, Langenhennersdorf mit Johannishof (Kälberhof), Leupoldishain, Nikolsdorf, Papstdorf mit Koppelsdorf, Pfaffendorf, Rathen (Nieder-), rechts der Elbe mit Steinbruchhäusern, Rathen (Ober-), links der Elbe, Raum, Reichstein, Rosenthal mit Neidberg, Oberhütte, Neuem Anbau, Schweizermühle und Zaunknechtsmühle, Strand, Thürmsdorf, Weißig und die Forstreviere in Cunnersdorf, Königstein, Reichstein, Rosenthal und Lohmen mit Basteigebäude. Das Amtsgericht Königstein war eines von 14 Amtsgerichten im Bezirk des Landgerichtes Dresden. Der Amtsgerichtsbezirk umfasste danach 11.636 Einwohner. Das Gericht hatte damals eine Richterstelle und war ein kleines Amtsgericht im Landgerichtsbezirk. Es war gleichzeitig Elbzollgericht.
Kriegsbedingt wurde das Amtsgericht Königstein zum 21. Juni 1943 stillgelegt. Seine Aufgaben wurden von den Amtsgerichten Pirna und Bad Schandau übernommen.

## Gerichtsgebäude

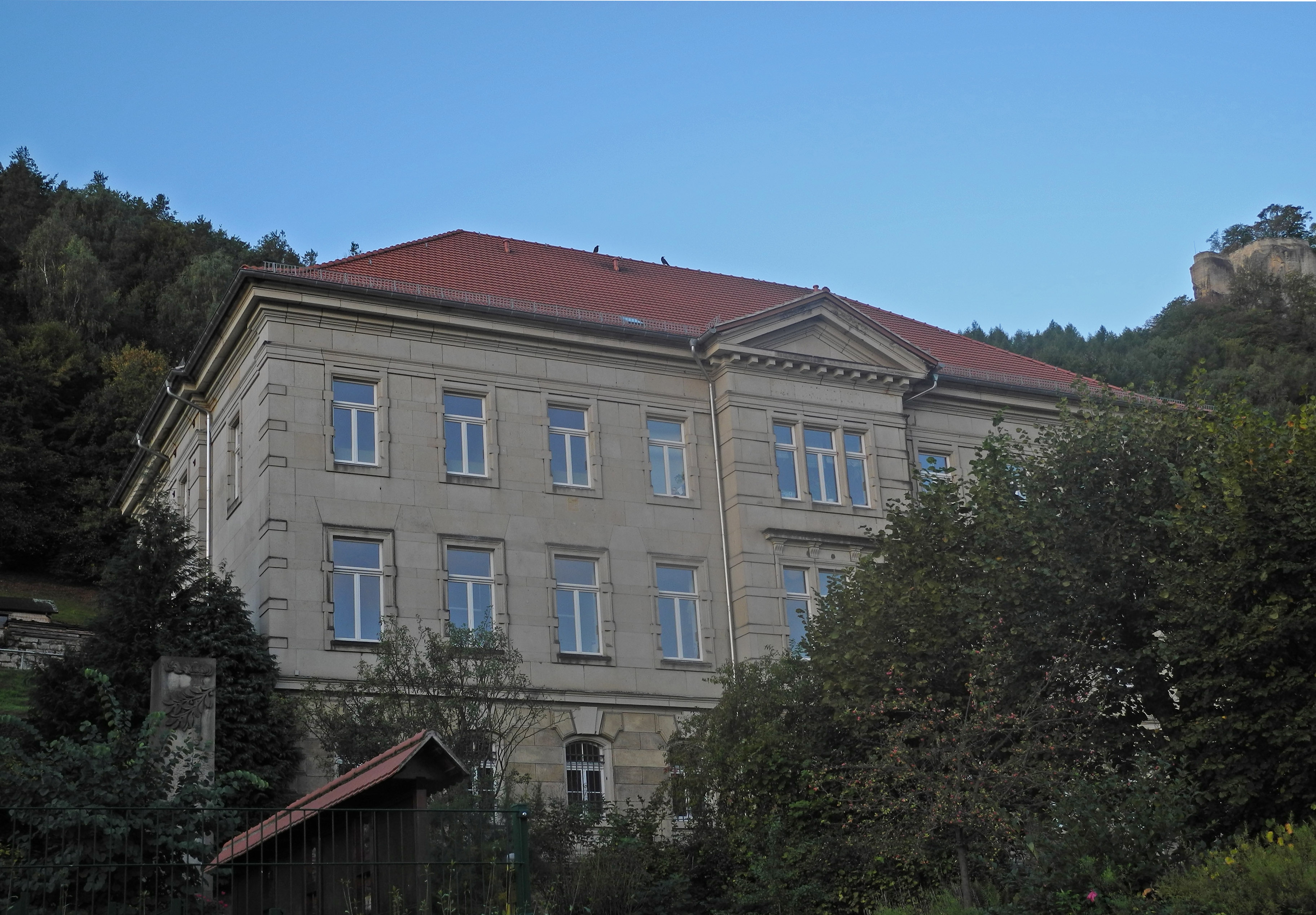
Gerichtsgebäude (2018)

Das Amtsgericht nutzte das 1892–1893 erbaute Gerichtsgebäude (Dresdner Straße 9). Das ehemalige Amtsgericht, mit Einfriedung und kleiner Lindenallee (Gartendenkmal), daneben Gedenkstele OdF, Denkmal für Gefallene des Ersten und Zweiten Weltkriegs, ist ein repräsentatives, frei stehendes Gerichtsgebäude. Aufgrund seiner baugeschichtlichen und ortsgeschichtlichen Bedeutung steht es unter Denkmalschutz.